# Ricerche diaboliche
Ricerche diaboliche (Monster on the Campus) è un film del 1958 diretto da Jack Arnold. Considerato un film minore nella produzione del regista, è una pellicola horror fantascientifica che si richiama al filone statunitense dei film di mostri, rivolto soprattutto a un pubblico di adolescenti, della fine degli anni cinquanta.

## Trama

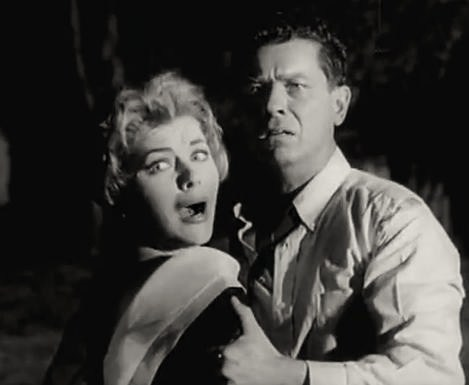
Joanna Moore e Arthur Franz

Nel mare del Madagascar viene trovato un pesce preistorico chiamato Cohelecantus il quale viene ucciso e irradiato da raggi gamma per preservarlo il più a lungo possibile dalla decomposizione e poter così essere studiato. Il pesce viene portato nel laboratorio del professore universitario Donald Kessler. Quest'ultimo scopre che chiunque venga in contatto col sangue del pesce (ingerendolo o assorbendolo attraverso una ferita aperta o addirittura fumandolo) fenomeno dovuto ai raggi gamma, regredisce in un essere preistorico e ferocissimo, questo fatto avviene ad un cane (che diventa un lupo preistorico) e ad una libellula (che si tramuta in una sua versione preistorica gigante), 
succede anche a Kessler, che si trasforma in una
specie di ominide preistorico, che tutte le notti compie efferati omicidi per poi tornare, alla luce del sole, Kessler.
Ignaro della sua doppia vita, Kessler aiuta i poliziotti nelle indagini, ma quando si rende conto di essere lui la creatura, decide in qualche modo di espiare e si trasforma davanti ai poliziotti, questi sono costretti ad ucciderlo per fare in modo che non compia altri omicidi.

## Produzione
Il mostruoso neanderthaliano, realizzato da Jack Kevan, è impersonato dallo stuntman Eddie Parker.
Secondo alcune fonti statunitensi, alla colonna sonora avrebbero collaborato - non accreditati - Irving Gertz, William Lava, Hans J. Salter, Frank Skinner, Herman Stein e Henry Mancini.

## Distribuzione
Il film è stato anche distribuito coi titoli Monster in the Night, Stranger on the Campus, Der Schrecken schleicht durch die Nacht, Monster in de Nacht, Monstre dans la nuit, Monstruo en la noche.

## Critica
Il personaggio interpretato da Arthur Franz manca di credibilità e l'ipotesi pseudoscientifica di una mutazione a ritroso nella scala evolutiva è risibile [...]. Visto come variazione sul tema del mito del Dr. Jekyll e Mr. Hyde, il film, tuttavia, conserva una discreta dose di tensione e il finale pessimistico riscatta in parte l'ingenuità dell'insieme.»
(Fantafilm)